# Goljama Zjeljazna
Goljama Zjeljazna (bulgariska: Голяма Желязна) är ett distrikt i Bulgarien.   Det ligger i kommunen Obsjtina Trojan och regionen Lovetj, i den centrala delen av landet, 100 km öster om huvudstaden Sofia.
I omgivningarna runt Goljama Zjeljazna växer i huvudsak lövfällande lövskog. Runt Goljama Zjeljazna är det ganska glesbefolkat, med 39 invånare per kvadratkilometer.